# Un pique-nique chez Osiris
Pour plus de détails, voir Fiche technique et Distribution.
Un pique-nique chez Osiris est un téléfilm français de Nina Companeez, initialement diffusé en 4 parties à partir du 21 mai 2001 sur France 2.

## Synopsis
L'histoire se déroule en 1898. Héloïse Ancelin (Marina Hands), âgée de 19 ans, appartient à une famille de la haute bourgeoisie parisienne anti-dreyfusarde et antisémite. Par opposition à sa famille, elle entame une relation amoureuse avec Maxime Meyer(Eric Ruf), un jeune journaliste juif. Au cours d'une violente dispute avec sa fille, Victor Ancelin (Jean-Pierre Cassel) est victime d'une attaque d'apoplexie dont il meurt. Héloïse est considérée par le reste de la famille comme responsable de la mort de son père.
Mathilde (Dominique Reymond), sa mère, plaide sa cause. Pour lui éviter des punitions trop terribles et pour l'éloigner de Maxime, elle l'emmène faire un voyage en Orient. Leur cousine, la sévère Olympe de Cardeauville (Dominique Blanc), les accompagne. Là-bas, tout en visitant Le Caire et les Pyramides, remontant le Nil et traversant le désert, les trois femmes vont se découvrir.
A l'agitation familiale succèdent, progressivement, un bien-être et un début de sérénité. Chacun fait l'expérience de sensations et des sentiments nouveaux.

## Distribution
- Dominique Blanc : Olympe de Cardeauville
- Dominique Reymond : Mathilde Ancelin
- Marina Hands : Héloïse Ancelin
- Jean-Claude Drouot : Jacques Coquerel
- Daniel Mesguich : Paul-Louis Gérard
- Samuel Labarthe : Ariel Cohen
- Éric Ruf : Maxime Meyer
- Jean-Pierre Cassel : Victor Ancelin
- Anny Duperey : Jenny Latour
- Philippe Laudenbach : Anatole Ancelin
- Maud Rayer : Augustine Ancelin
- Anne Le Ny : Rosalie
- Smaïl Mekki : Joseph
- Jean-Pierre Michaël : Paul de Bonnières
- Alexandre Cros : Gaston de Cardeauville
- Jean Badin : Louis Pasquier
- Michel Francini : Eugène Pasquier
- Jean-Claude Arnaud : le baron Age
- Fanny Delbrice : Mme Pasquier
- Marie-Armelle Deguy : Edmée de Villedeuil
- Yvan Varco : Saint-Amand
- Wafa Ballaille : Nabila
- Jean Barney : le consul